# Burgio

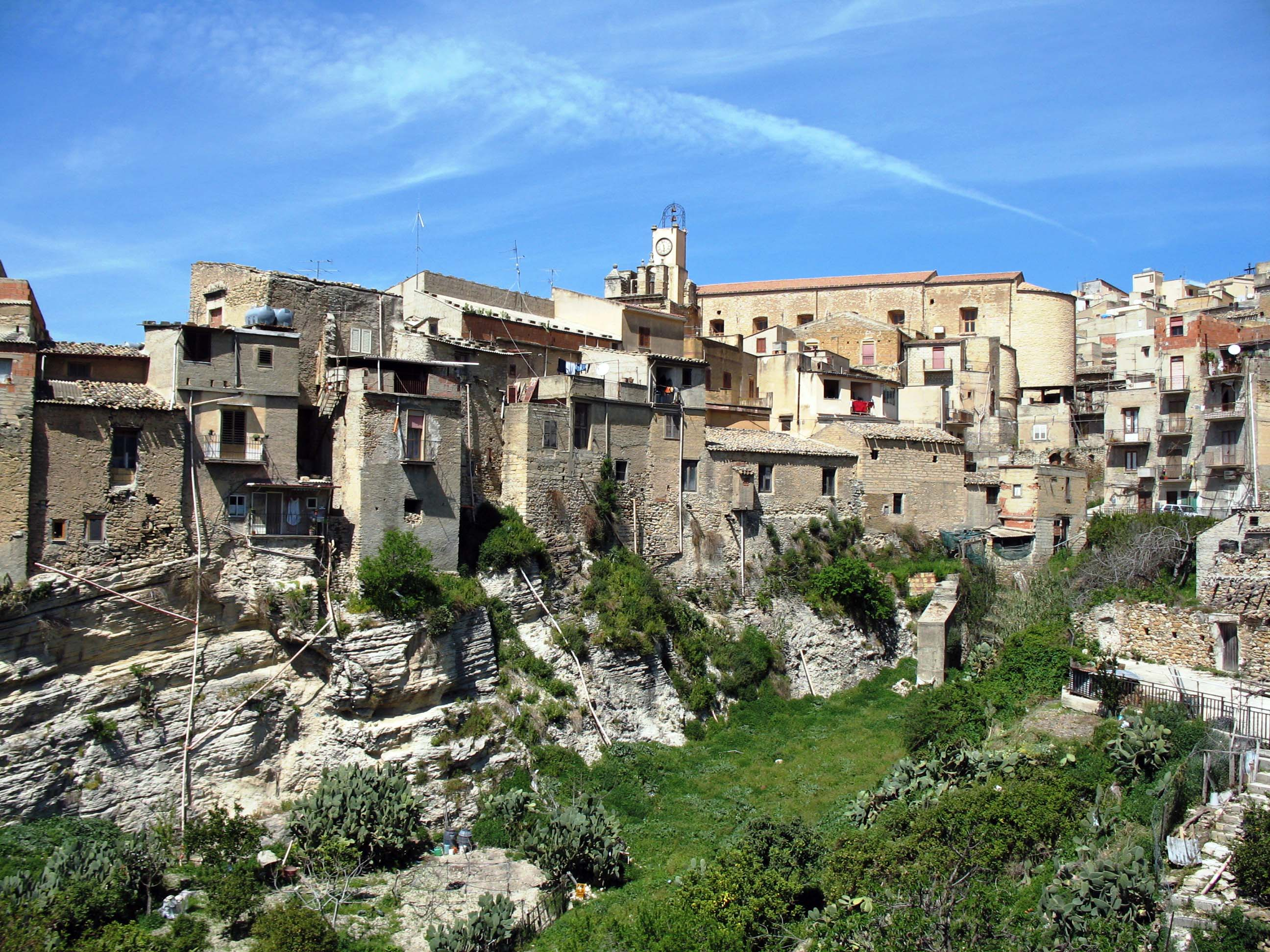
Burgio

Burgio is een gemeente in de Italiaanse provincie Agrigento (regio Sicilië) en telt 3031 inwoners (31-12-2004). De oppervlakte bedraagt 42,2 km², de bevolkingsdichtheid is 72 inwoners per km².

## Demografie
Burgio telt ongeveer 1237 huishoudens. Het aantal inwoners daalde in de periode 1991-2001 met 11,4% volgens cijfers uit de tienjaarlijkse volkstellingen van ISTAT.
| Jaar | Inwoneraantal |
| ---- | ------------- |
| 1991 | 3562          |
| 2001 | 3157          |

## Geografie
De gemeente ligt op ongeveer 317 m boven zeeniveau.
Burgio grenst aan de volgende gemeenten: Caltabellotta, Chiusa Sclafani (PA), Lucca Sicula, Palazzo Adriano (PA), Villafranca Sicula.